# Cheick Condé (calciatore)
Cheick Oumar Condé (Conakry, 26 luglio 2000) è un calciatore guineano, centrocampista del Venezia.

## Caratteristiche tecniche
È un centrocampista centrale.

## Carriera

### Club

#### Inizi e anni in Repubblica Ceca
Cresciuto nel FC Sequence, nel 2019 approda in Europa firmando con il Táborsko.
Il 24 gennaio 2020 si trasferisce al Trinity Zlín, con cui debutta fra i professionisti il 15 febbraio seguente giocando l'incontro di prima divisione ceca perso 2-0 contro il Karviná.

#### Zurigo
Il 21 giugno 2022 viene acquistato dallo Zurigo.

#### Venezia
L'8 gennaio 2025 Condé sigla un accordo sino al 30 giugno 2027 con il Venezia. Quattro giorni dopo esordisce con i lagunari nella partita casalinga persa per 0-1 contro l'Inter, entrando nelle battute conclusive del match al posto di Hans Nicolussi Caviglia. 

## Statistiche

### Presenze e reti nei club
Statistiche aggiornate al 24 maggio 2025.
| Stagione            | Squadra             | Campionato          | Campionato | Campionato | Coppe nazionali | Coppe nazionali | Coppe nazionali | Coppe continentali | Coppe continentali | Coppe continentali | Altre coppe | Altre coppe | Altre coppe | Totale | Totale | Totale |
| Stagione            | Squadra             | Comp                | Pres       | Reti       | Comp            | Pres            | Reti            | Comp               | Pres               | Reti               | Comp        | Pres        | Reti        | Pres   | Reti   |        |
| ------------------- | ------------------- | ------------------- | ---------- | ---------- | --------------- | --------------- | --------------- | ------------------ | ------------------ | ------------------ | ----------- | ----------- | ----------- | ------ | ------ | ------ |
| 2019-gen. 2020      | Táborsko            | 2L                  | 15         | 0          | CR              | 2               | 1               |                    | -                  | -                  |             | -           | -           | 17     | 1      |        |
| gen.-giu. 2020      | Trinity Zlín        | 1L                  | 11         | 0          | CR              | 0               | 0               |                    | -                  | -                  |             | -           | -           | 11     | 0      |        |
| 2020-2021           | Trinity Zlín        | 1L                  | 20         | 0          | CR              | 1               | 0               |                    | -                  | -                  |             | -           | -           | 21     | 0      |        |
| 2021-2022           | Trinity Zlín        | 1L                  | 34         | 0          | CR              | 2               | 0               |                    | -                  | -                  |             | -           | -           | 36     | 0      |        |
| Totale Trinity Zlín | Totale Trinity Zlín | Totale Trinity Zlín | 65         | 0          |                 | 3               | 0               |                    | -                  | -                  |             | -           | -           | 68     | 0      |        |
| 2022-2023           | Zurigo              | SL                  | 30         | 1          | CS              | 2               | 0               | UCL+UEL            | 2+9                | 0                  | -           | -           | -           | 43     | 1      |        |
| 2023-2024           | Zurigo              | SL                  | 33         | 1          | CS              | 1               | 0               | -                  | -                  | -                  | -           | -           | -           | 34     | 1      |        |
| 2024-gen. 2025      | Zurigo              | SL                  | 14         | 0          | CS              | 2               | 0               | UECL               | 4                  | 0                  | -           | -           | -           | 20     | 0      |        |
| Totale Zurigo       | Totale Zurigo       | Totale Zurigo       | 77         | 2          |                 | 5               | 0               |                    | 15                 | 0                  |             | -           | -           | 97     | 2      |        |
| gen.-giu. 2025      | Venezia             | A                   | 9          | 0          | CI              | -               | -               | -                  | -                  | -                  | -           | -           | -           | 9      | 0      |        |
| Totale carriera     | Totale carriera     | Totale carriera     | 166        | 2          |                 | 10              | 1               |                    | 15                 | 0                  |             | -           | -           | 191    | 3      |        |

### Cronologia presenze e reti in nazionale
| Cronologia completa delle presenze e delle reti in nazionale ― Guinea | Cronologia completa delle presenze e delle reti in nazionale ― Guinea | Cronologia completa delle presenze e delle reti in nazionale ― Guinea | Cronologia completa delle presenze e delle reti in nazionale ― Guinea | Cronologia completa delle presenze e delle reti in nazionale ― Guinea | Cronologia completa delle presenze e delle reti in nazionale ― Guinea | Cronologia completa delle presenze e delle reti in nazionale ― Guinea | Cronologia completa delle presenze e delle reti in nazionale ― Guinea |
| Data                                                                  | Città                                                                 | In casa                                                               | Risultato                                                             | Ospiti                                                                | Competizione                                                          | Reti                                                                  | Note                                                                  |
| --------------------------------------------------------------------- | --------------------------------------------------------------------- | --------------------------------------------------------------------- | --------------------------------------------------------------------- | --------------------------------------------------------------------- | --------------------------------------------------------------------- | --------------------------------------------------------------------- | --------------------------------------------------------------------- |
| 25-3-2022                                                             | Kortrijk                                                              | Sudafrica                                                             | 0 – 0                                                                 | Guinea                                                                | Amichevole                                                            | -                                                                     | 69’                                                                   |
| 23-9-2022                                                             | Orano                                                                 | Algeria                                                               | 1 – 0                                                                 | Guinea                                                                | Amichevole                                                            | -                                                                     | 60’                                                                   |
| 27-9-2022                                                             | Amiens                                                                | Costa d'Avorio                                                        | 3 – 1                                                                 | Guinea                                                                | Amichevole                                                            | -                                                                     | 40’ 46’                                                               |
| 21-3-2024                                                             | Gedda                                                                 | Guinea                                                                | 6 – 0                                                                 | Vanuatu                                                               | Amichevole                                                            | -                                                                     | 63’                                                                   |
| 25-3-2024                                                             | Gedda                                                                 | Guinea                                                                | 5 – 1                                                                 | Bermuda                                                               | Amichevole                                                            | -                                                                     | 64’                                                                   |
| 12-10-2024                                                            | Abidjan                                                               | Guinea                                                                | 4 – 1                                                                 | Etiopia                                                               | Qual. Coppa d'Africa 2025                                             | -                                                                     | 76’                                                                   |
| 15-10-2024                                                            | Abidjan                                                               | Etiopia                                                               | 0 – 3                                                                 | Guinea                                                                | Qual. Coppa d'Africa 2025                                             | -                                                                     | 61’                                                                   |
| 16-11-2024                                                            | Abidjan                                                               | Guinea                                                                | 1 – 0                                                                 | RD del Congo                                                          | Qual. Coppa d'Africa 2025                                             | -                                                                     | 76’                                                                   |
| 19-11-2024                                                            | Dar es Salaam                                                         | Tanzania                                                              | 1 – 0                                                                 | Guinea                                                                | Qual. Coppa d'Africa 2025                                             | -                                                                     | 68’                                                                   |
| 25-3-2025                                                             | Kampala                                                               | Uganda                                                                | 1 – 0                                                                 | Guinea                                                                | Qual. Mondiali 2026                                                   | -                                                                     | 46’                                                                   |
| Totale                                                                |                                                                       | Presenze                                                              | 10                                                                    |                                                                       | Reti                                                                  | 0                                                                     |                                                                       |